# Amara specularis
Amara specularis är en skalbaggsart som beskrevs av Thomas Casey. Amara specularis ingår i släktet Amara och familjen jordlöpare. Inga underarter finns listade i Catalogue of Life.